# Бродзиц (герб)
Герб Бро́дзиц (пол. Brodzic) — польский дворянский герб, впервые упоминаемый в 1414. Некоторые из родов, принадлежащих к этому гербу, включены в Общий гербовник дворянских родов Российской империи.

## Описание герба
В красном (иногда голубом) поле три золотые креста, выходящие из золотого кольца, два к верхним углам щита, а третий прямо вниз. На шлеме пять страусовых перьев. Эмблема эта получила своё название вследствие пожалования её в первый раз одному витязю из Мазовии, отличавшемуся своею бородой.

## Герб используют
Бартошевичи, Бонюшко (Boniuszko), Бониковские (Bonikowski), Боньковские (Bonkowski), 
```
Бородзичи (Borodzicz, Borodzic), Бродзицкие (Brodzicki), Бродзичи (Brodzicz), Дубовские (Dubowski), Дыбовские (Dybowski), Францкевичи (Фронцкевичи, Frackiewicz, Fronkiewicz, Fronckiewicz), Гонсеровские (Gasiorowski), Капленские (Каплинские, Kaplenski, Kaplinski), Кличевские (Kliczewski), Конецкие (Koniecki), Кульвец (Kulwiec), Кунецкие (Kunecki), Куржонтковские (Kurzatkowski), Левандовские (Lewandowski), Липинские (Lipinski), Лонцкие (Lacki), Лоские (Loski), Модельские (Modelski), Моецкие (Mojecki, Moiecki), Мроковские (Mrokowski), Нойшевские (Nojszewski, Noyszewski), Остршишковские (Ostrzykowski), Падевские (Padewski), Пилитковские, Пилитовские (Pilitowski), Пилитынские (Pilitynski), Пинские (Pinski), Подгорские (Podhorski), Покутынские (Pokutynski), Радомские (Radomski), Радзиминские (Radziminski), Ржимские (Rzymski), Серомские (Sieromski, Siromski), Сускраевские (Suskrajewski), Талибские (Talibski), Випляр (Wiplar), 
Восинские
 (Wosinski), Врочинские (Wroczynski), Захаркевичи (Zacharkiewicz), 
Завадские
 (Zawadzki), Заваловские (Zawalowski), 
Жоховские
 (Żochowski).
```

## Галерея
Страницы (№№79-82, Ч1) из гербовника С. Окольского «Orbis Poloni» (1642, Краков) с описанием герба Brodzic:

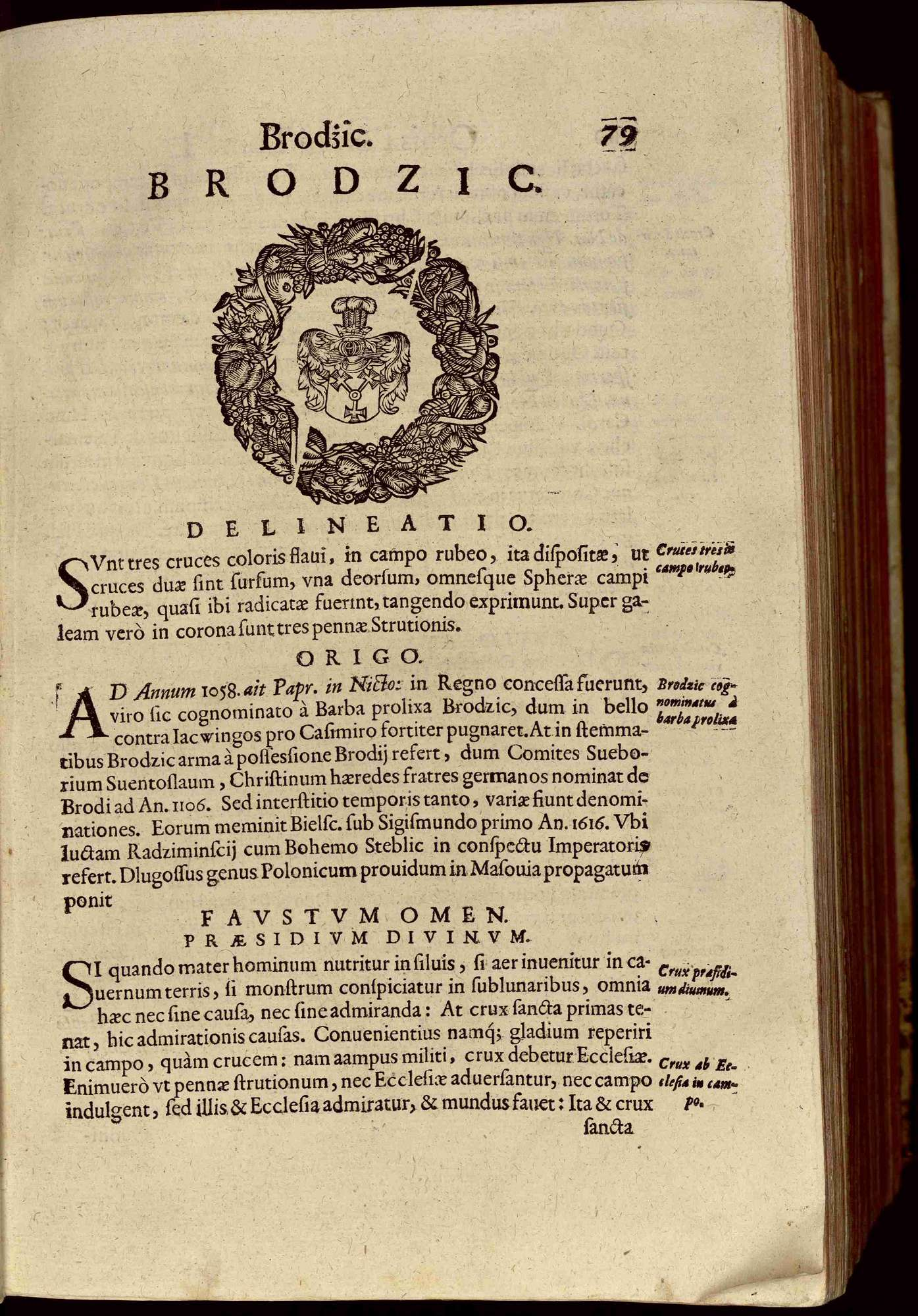
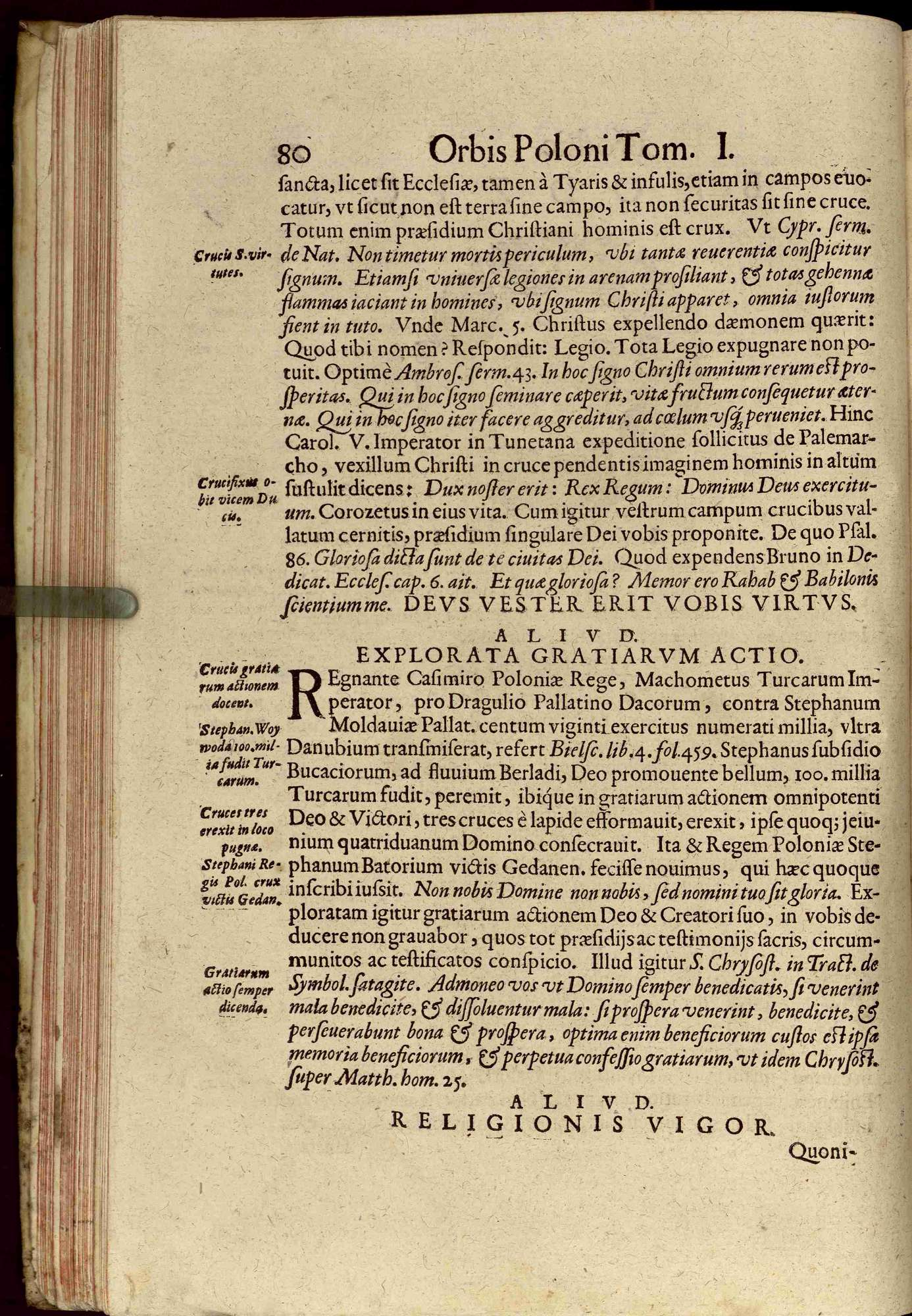
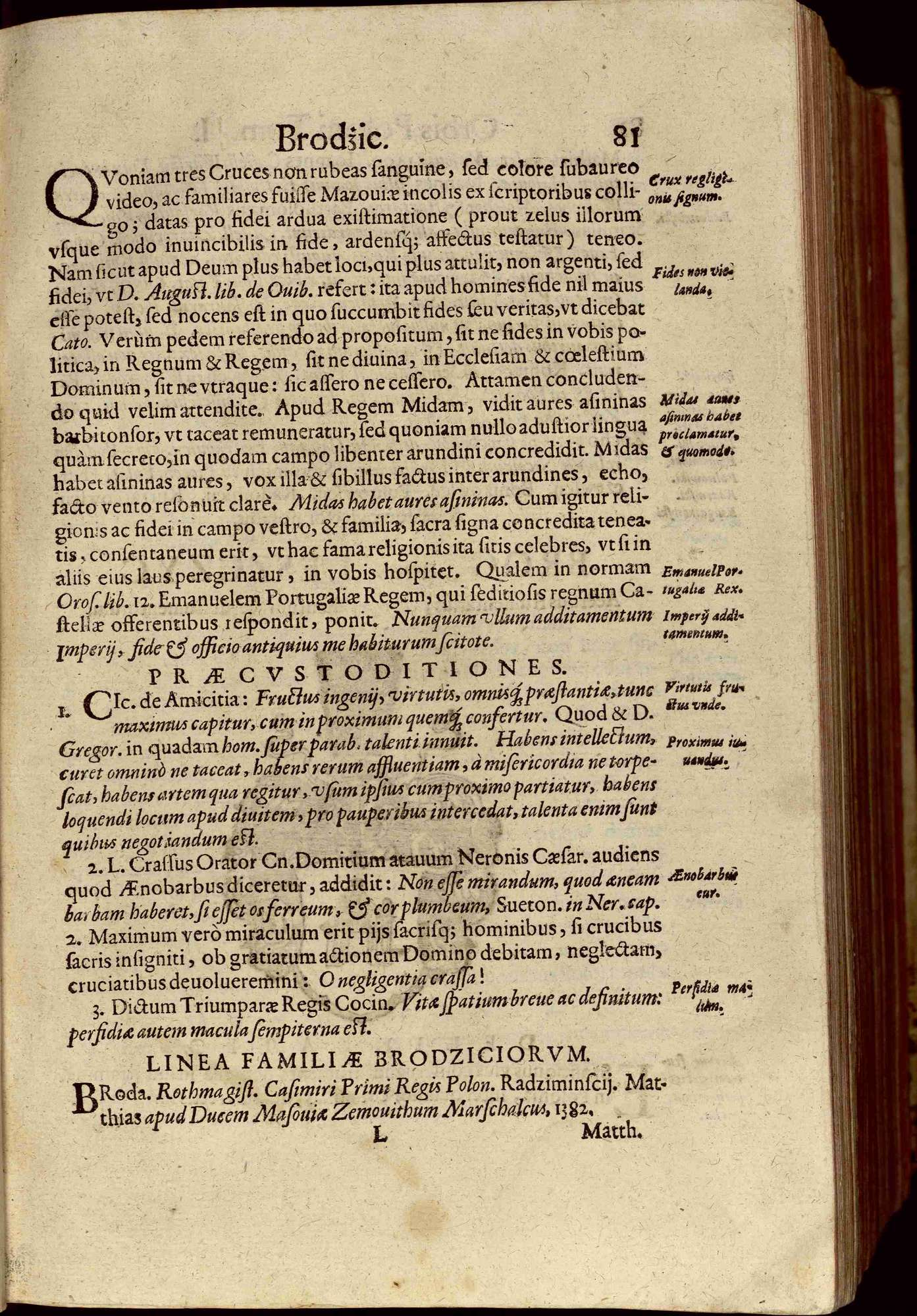
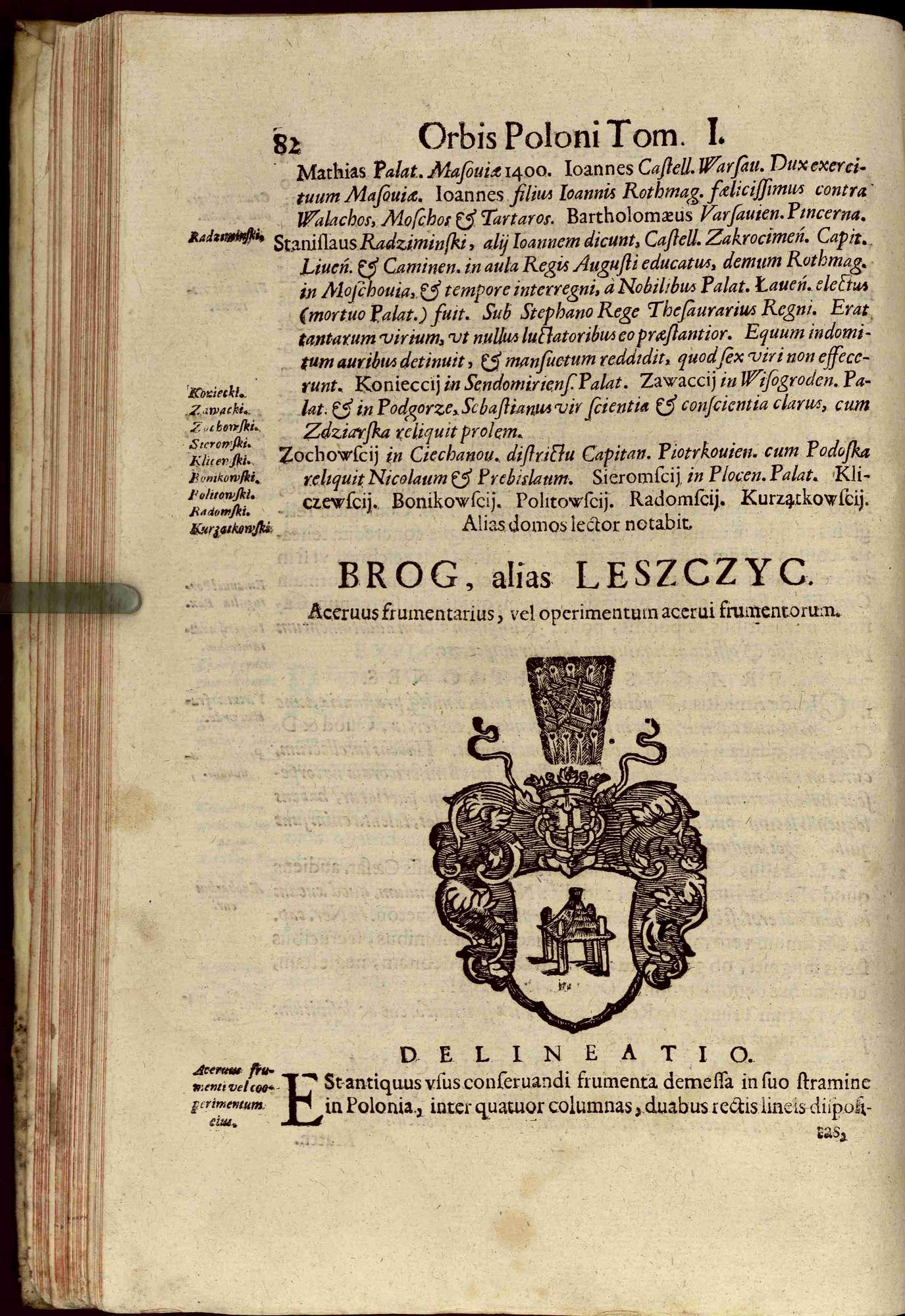